# 長崎県立長崎高等女学校
長崎県立長崎高等女学校（ながさきけんりつながさきこうとうじょがっこう）は、明治期、長崎県に設立された旧制の高等女学校。略称は「県女（けんじょ）」。
長崎県立長崎東高等学校と長崎県立長崎西高等学校の前身の1つであり、長崎県立大学（旧長崎県立女子短期大学）の源流。

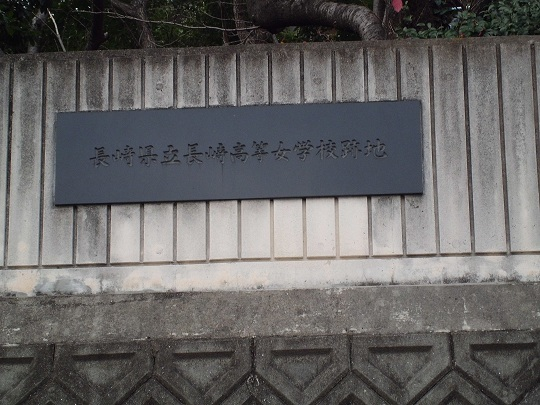
長崎県立高等女学校跡を表す看板
（校舎跡地公園）

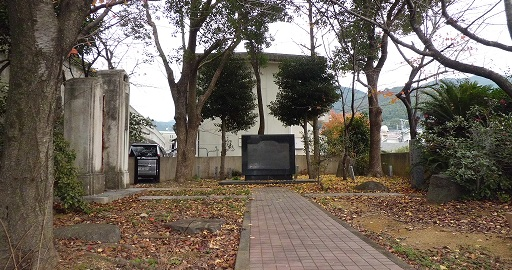
校舎跡地公園
（長崎市立上長崎小学校裏手）

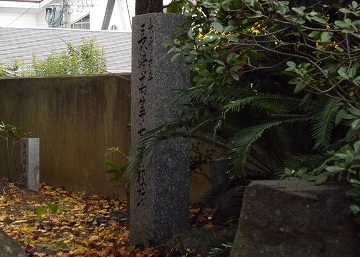
長崎県立高等女学校跡を表す碑
（校舎跡地公園）

## 概要
校訓
「誠實（誠実）、勤勉、質素、自治、敬愛」
誓詞
- 一. 聖勅を奉体して忠孝の大道を全うせん。
- 一. 誠実を首として校風を発揚せん。
- 一. 自治を重んじ協同の実を挙げん。
- 一. 思慮を正確にし感情を純潔にせん。
- 一. 身体を健全にし意志を鞏固にせん。

校章・校旗
当初「女」の文字をもとにしたマークが使用されていた。1922年（大正11年）3月9日に石河光哉（教諭）によって新しいタチバナの実をモチーフにした校章が制定。前のマークは閉校まで校旗で使用された。
校歌
結城正隆（教諭）作詞、永井幸次（大阪音楽学校校長）作曲。1926年（大正15年）11月30日に制定。3番まであり、各番とも「いざやもろともに」で終わる。

## 沿革
- 1901年（明治34年）
  - 6月28日 - 文部省の認可を受け、西山郷（片淵）の寄贈[3]地に「長崎高等女学校」が創立。4年制。
  - 11月29日 - 開校式を挙行。以後11月29日を開校記念日と制定。
- 1902年（明治35年）
  - 3月30日 - 校舎・寄宿舎（橘寮）・附属施設完成。
  - 5月1日 - 授業を開始。1・2年生を募集し、162名（長崎市内67名、その他95名）が入学、各学年甲組・乙組の2クラスに分ける。
- 1903年（明治36年）4月1日 - 技芸専修科（修業年限2年）を設置。
- 1905年（明治38年）
  - 3月23日 - 橘同窓会[4]が発足。
  - 4月1日 - 技芸専修科修了者対象に補習科（修業年限1年）設置。
- 1906年（明治39年）10月6日 - 2階建て教室完成。
- 1907年（明治40年）
  - 11月29日 - 開校記念日唱歌を制定。（作詞-亀井千尋（教諭）、作曲-不詳）
  - 11月30日 - 閑院宮妃が来校・視察。
- 1912年（明治45年）4月1日 - 県内2校目の県立高等女学校の開校に伴い、「長崎県立長崎高等女学校」と改称。技芸専修科を廃止。
- 1915年（大正4年） - 家政館（1階割烹室、2階作法室）完成。
- 1916年（大正5年）4月 - 補習科を廃止。
- 1920年（大正9年）
  - 運動場造成。
  - 5月31日 - 裁縫研究科設置。
- 1922年（大正11年）
  - 3月9日 - タチバナの校章を制定。
  - 10月30日 - 学制施行50周年記念として校訓を制定。
  - 11月29日 - 制服[5]を洋服[6]に改定。
- 1923年（大正12年）
  - 1月26日 - 保護者会（PTA）発足。
  - 4月1日 - 高等科（修業年限3ヶ年・定員130名・国語科と英語科）を設置。
- 1924年（大正13年）
  - 1月26日 - 校門前に日本式庭園を造成。
  - 7月30日 - プール完成。
- 1926年（大正15年）
  - 11月29日 - 校庭の西側にある高台をたちばな聖園と命名。
  - 11月30日 - 校歌を制定。
- 1927年（昭和2年）6月1日 -　夏制服を改定。
- 1929年（昭和4年）3月26日 - 高等科を廃止。専攻科設置（3年制、240名、家政科・国文科・国文科予科[7]）。
- 1930年（昭和5年）10月1日 - 近世ゴシック式鉄筋コンクリート造4階建て校舎が完成。
- 1932年（昭和7年）4月20日 - 家庭科二部（裁縫科）卒業生に中等学校教員裁縫科の資格が無試験で授与されるようになる。
- 1934年（昭和9年）10月10日 - 家庭科二部（家庭科）卒業生に中等学校教員家庭科の資格が無試験で授与されるようになる。
- 1935年（昭和10年）5月23日 - 国文科卒業生に中等学校教員国語科の資格が無試験で授与されるようになる。
- 1936年（昭和11年）
  - 2月 - 専攻科の定員を150名とする。
  - 4月 - 夏制服を改定[8]。
  - 7月15日 - 皇太子誕生を祝して保護者会の寄贈で図書館が完成。
- 1938年（昭和13年）3月31日 - 国文科を廃止。
- 1940年（昭和15年）- 最初で最後の外地への修学旅行[9]を実施。当初中国を希望していたが、許可が下りず、満州への旅行となった。
- 1941年（昭和16年）9月 - 学友会（生徒会）解体。長崎高女報国隊結成（本科3年以上、専攻科全員）。
- 1943年（昭和18年）
  - 4月1日 - 保育所を付設。
  - 4月15日 - 専攻科2年生が三菱長崎製作所に動員される。
  - 10月2日 - 専攻科3年生が三菱長崎製作所に動員される。
- 1945年（昭和20年）
  - この年 - 敵機の目をくらますため、校舎に迷彩塗色が施される。
  - 1月 - 専攻科1年生が三菱長崎製作所に動員される。
  - 3月5日 - 校舎3階・4階部分を長崎県庁執務室（経済部）に転用。
  - 4月1日 - 授業を停止。ただし学徒勤労動員は継続。
  - 8月9日 - 長崎市に原爆が投下される。校舎自体は山に遮られ大きな被害は免れたが、学徒勤労動員で兵器工場等で作業中だった教員（3名）と生徒（約150名）が死亡。
  - 10月1日 - 授業再開[10]。
- 1946年（昭和21年）
  - 5月 - 付設の保育所を「たちばな保育所」と改称。
  - この年 - 女子専門学校への昇格運動が起こる。
- 1947年（昭和22年）
  - 4月1日 - 学制改革（六・三制の実施）が行われる。
    - 高等女学校の生徒募集を停止（新入生（1年生）不在）。
    - 新制中学校を併設（名称:長崎県立長崎高等女学校併設西山中学校、以下・併設中学校）し、高等女学校1・2年修了者を新制中学2・3年生として収容。
    - 併設中学校は経過措置としてあくまで暫定的に設置された中学校で、新たに生徒募集は行われず（1年生不在）、在校生が2・3年生のみの中学校であった。
    - 高等女学校3・4年修了者はそのまま高等女学校に在籍し、高等女学校本科4年・専攻科1年となった。
    - 専攻科が「長崎県立女子専門学校」（修業年限3ヶ年、保健科・被服科・英文科）に昇格。

  - 10月 - 長崎県立女子専門学校の保健科を生活科に改称。
- 1948年（昭和23年）
  - 3月31日 - 長崎県立女子専門学校の卒業生に中学校高等学校教員免許（英語科・家庭科）が授与される。
  - 4月1日 - 学制改革（六・三・三制の実施）により、高等女学校が廃止され、新制高等学校「長崎県立長崎女子高等学校」が発足。
    - 高等女学校専攻科1年修了生（5年修了者）を新制高校3年生、高等女学校卒業生（4年修了者）を新制高校2年生、併設中学校卒業生（3年修了者）を新制高校1年生として収容。
    - 併設中学校は新制高等学校に継承され（名称:長崎県立長崎女子高等学校併設西山中学校）、1946年（昭和21年）に高等女学校へ最後に入学した3年生のみとなる。

  - 11月 - 統合のため閉校。

閉校後
- 1948年（昭和23年）11月30日 - GHQ派遣のニブロ教育官勧告を受け、他3校[11]と統合・分離の上、「長崎県立長崎東高等学校」と「長崎県立長崎西高等学校」が開校。
  - 西山校舎（旧・長崎県立長崎高等女学校）を長崎東高等学校の校地にあてる。
  - 鳴滝校舎（旧・長崎県立長崎中学校）を長崎西高等学校の校地にあてる。
  - 併設中学校は長崎県立長崎東・西高等学校併設中学校と改称し、桜馬場の長崎市立女子高等学校（現長崎市立桜馬場中学校）に移転[12]。
- 1949年（昭和24年）
  - 3月31日 - 併設中学校が廃止される。付設のたちばな保育所を休園とする。
  - 9月 - 長崎県立女子専門学校が西山校舎から鳴滝校舎（旧・長崎県立長崎中学校 跡地）に移転を完了。
- 1950年（昭和25年）3月14日 - 学制改革により、長崎県立女子専門学校が長崎県立女子短期大学となる。
- 1951年（昭和26年）3月31日 - 長崎県立女子専門学校が廃止される。
- 1976年（昭和51年）8月 - 長崎東高校の新校舎が立山（現在地）に完成し、全日制課程のみ移転。西山校舎は定時制課程が使用。
- 1980年（昭和55年）3月 - 定時制課程の廃止に伴い、西山校舎は使用されなくなる。
- 1981年（昭和56年）3月 - 西山校舎の解体工事を開始。
- 1984年（昭和59年）12月12日 - 長崎県立長崎高等女学校同窓会と長崎県立長崎東高等学校同窓会によって西山校舎の跡地に「校舎跡地公園」[13]を建立。
- 2000年（平成12年）
  - 3月31日 - 長崎県立女子短期大学が閉学。組織は県立長崎シーボルト大学、校地は長崎県立鳴滝高等学校に継承される。
  - 10月31日 - 創立100周年記念式典を長崎東高校で挙行。同窓会会員の高齢化により、同窓会を解散[4]。

## 歴代校長
（　）内は前職, 就任～在任期間を表す。
- 初代 - 溝口鹿次郎 （東京府立第一高等女学校教諭, 1902年（明治35年）3月～8年間）
- 第2代 - 倉塚源太郎 （長崎県立五島中学校校長, 1910年（明治43年）3月～6年間）
- 第3代 - 大塚薫 （兵庫県立柏原中学校校長, 1916年（大正5年）3月～6年間）
- 第4代 - 宇野武男 （大阪府立清水谷高等女学校, 1922年（大正11年）4月～13年間）
- 第5代 - 牧秀賢 （長崎県立島原中学校校長, 1935年（昭和10年）4月～2年間）
- 第6代 - 唐仁原景盛 （長崎県立大村中学校校長, 1937年（昭和12年）8月～2年間）
- 第7代 - 梅田廣治 （長崎県立佐世保高等女学校校長, 1939年（昭和14年）4月～3年間）
- 第8代（最終）- 山本千里[14] （長崎県立諫早中学校校長, 1942年（昭和17年）3月～6年間）

## 生徒会活動・部活動
生徒会活動は部活動を含め、「学友会」・「校友会」と呼ばれていた。
- 總務（総務）係
  - 修養部
  - 庶務部
  - 会計部
- 學藝（学芸）係
  - 会誌部
  - 圖書（図書）部
  - 音樂（音楽）部
  - 映冩（映写）部
  - 習画部
  - 談話部
  - 園芸部
  - 趣味部
- 體操（体操）係
  - 庭球部
  - 排球部
  - 籠球部
  - 卓球部
  - 競技部
  - 遠足部
  - 水泳部
  - 武道部
  - 衛生部

## 著名な出身者
- 仲町貞子（作家）
- 福田須磨子（詩人、作家）
- 林京子（芥川賞作家）- 高等女学校廃止後、長崎県立長崎東高等学校に編入。
- 狩野美智子（歴史家、評論家、作家）